# Karabin Arisaka Typ 38

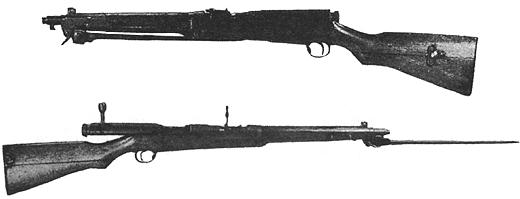
karabinek Typ 44

Karabin Arisaka Typ 38 (Arisaka Meiji 38-Shiki) (jap. 三八式歩兵銃 sanbachi-shiki hoheijū) – japoński karabin powtarzalny, zaprojektowany w 1905 r. przez kpt. Kijirō Nambu (autor zamka i magazynka) przy wykorzystaniu pozostałych elementów ze starszego karabinu Typ 30 płk. Nariakiry Arisaki.

## Historia
Na początku XX w. przepisowym karabinem armii japońskiej był Arisaka Typ 30. Nie była to konstrukcja udana, dlatego w 1902 r. podjęto próbę modernizacji tego karabinu. Zmodernizowany karabin Typ 35 okazał się jednak jeszcze gorszy (wyprodukowane egzemplarze karabinu Typ 35 przekazano marynarce wojennej). W 1905 r. drugą próbę usunięcia wad karabinu Typ 30 podjął kapitan Kijirō Nambu.
Zaprojektowany przez niego karabin wykorzystywał lufę, łoże i przyrządy celownicze karabinu Typ 30. Całkowicie nowy był zamek, który składał się z zaledwie pięciu części i był wzorowany na zamkach karabinów Mausera Gew98 powstałych w drugiej połowie lat 90. XIX w. Nowa była także osłona zamka. Była ona półokrągła i dzięki otworowi współpracującemu z rączką zamkową otwierała się i zamykała automatycznie przy otwieraniu i zamykaniu zamka. jednocześnie przeprojektowano także magazynek.
Wraz z wprowadzeniem nowego karabinu wyprodukowano do niego ulepszone naboje Typ Meiji 38 (1905) 6,5 mm.
Nowy karabin wprowadzono do uzbrojenia w 1906 r. W tym samym roku rozpoczęto produkcję karabinka Typ 38. Pięć lat później, w 1911 r., rozpoczęto produkcję karabinka Typ 44.
W czasie I wojny światowej, w latach 1914-1916 Japonia sprzedała 640 tys. karabinów (głównie Typ 38) europejskim sojusznikom (głównie Rosji). Jako pierwsza, w 1914 r. 150 tys. karabinów Arisaka zakupiła Francja. W 1915 r. Francuzi odsprzedali zakupione Arisaki Wielkiej Brytanii. Po rozpoczęciu w 1916 r. dostaw karabinów Lee-Enfield produkowanych w USA brytyjskie karabiny Arisaka zostały przekazane buntującym się w Imperium Osmańskim arabskim szejkom (16 tys. egz.) i Rosji (128 tys. egz.). Rosji przekazano także duże zapasy amunicji 6,5 mm (produkowanej przez brytyjską firmę ICI Kynoch). Z zasobów rosyjskich pochodziły karabiny, które w latach 1918-1920 znalazły się w uzbrojeniu Wojska Polskiego. Były w nie wyposażone różnego typu formacje pomocnicze.
W 1937 r. do uzbrojenia wprowadzono karabin Typ 97. Była to ostatnia wersja karabinu Arisaka kalibru 6,5 mm. Doświadczenia z walk w Chinach wskazywały, że nabój 6,5 mm ma niewystarczającą skuteczność na większych odległościach. W 1938 r. ogłoszono konkurs na nowy karabin kalibru 7,7 mm, którego zwycięzcą został skonstruowany w arsenale w Nagoi karabin Typ 99. Pomimo rozpoczęcia produkcji nowego karabinu wszystkie wersje Arisaki Typ 38 były używane do końca wojny przez armię japońską.

## Wersje
- karabin Typ 38 – karabin Typ 38 był produkowany w arsenale Koishikawa (1906-1935, 2 029 000 egz.), Kokura (1933-1940, 20 000 egz.), Nagoya (1923-1940, 200 000 egz.), Jinsen w Korei (1939-1940, 1700 egz.) i Mukden w Mandżurii (1934-1940, 30 000 egz.).
- karabinek Typ 38 – karabinek, bez bagnetu. Był on produkowany w arsenałach Koischikawa (1906-35, 212 000 egz.), Kokura (1933-1940, 80 000 egz.), Nagoi (1923-1940, 101 000 egz) i Mukdenie (1934-1940, 7000 egz).
- karabinek Typ 44 – karabinek ze stałym bagnetem składanym pod łoże. Karabinek 44-Shiki był produkowany w arsenałach Koishikawa (1912-1933, 56 000 egz), Kokura (1933-1940, 20 000 egz.) i Nagoja (1930-1940, 12 000 egz.)
- karabin Typ 97 – karabin wyborowy z celownikiem optycznym o powiększeniu 2,4x. Karabin 97 shiki był produkowany w latach 1937-42 w arsenałach Kokurze (pierwsze 9000 egz), a następnie w Nagoi (5000 egz.)
- Arisaka M1910 – wersja kalibru 7 x 57 mm Mauser zamówiona przez rząd Porfirio Díaza w 1910 r. Zamówiono 40 000 egz tych karabinów, ale do Meksyku dostarczono tylko 5000. Ponieważ nie otrzymano zapłaty za dostarczoną partię, dostawy wstrzymano. Wyprodukowane w arsenale Koishikawa karabiny M1910 zostały w czasie I wojny światowej sprzedane w Europie. Pewną liczbę tych karabinów pozostawiono w Japonii i używano w charakterze broni szkolnej do 1945 roku.
- karabinek Typ 1 – odmiana karabinka Typ 38 z 1941 r. wyposażona w kolbę składaną, przeznaczona dla wojsk powietrznodesantowych. Nie produkowana seryjnie.

## Opis
Arisaka Typ 38 był bronią powtarzalną z zamkiem czterotaktowym, wyposażonym w dwa rygle. Karabin wyposażony był w bezpiecznik blokujący zamek i iglicę, który miał postać tarczy i znajdował się w tylnej części zamka. Zasilany był ze stałego magazynka o pojemności 5 naboi. Typ 38 był wyposażony w łoże i kolbę drewnianą, z integralnym chwytem pistoletowym. Był także wyposażony w mechaniczne przyrządy celownicze, składające się z regulowanego celownika ramkowego (z trójkątną szczerbiną) i muszki.